# Episodi di Club Houdini (seconda stagione)
La seconda stagione della serie televisiva Club Houdini, composta da undici episodi, è stata trasmessa in Spagna dal 6 ottobre al 15 dicembre 2018 su Disney Channel.
In Italia la stagione è andata in onda dal 6 al maggio 2019 su Disney Channel. Successivamente, la stagione è stata pubblicata su Disney+ a febbraio 2022 con alcuni titoli differenti rispetto a quelli della messa in onda in TV. 
| nº | Titolo originale               | Titolo italiano (Disney Channel) | Titolo italiano (Disney+)         | Prima TV Spagna  | Prima TV Italia |
| -- | ------------------------------ | -------------------------------- | --------------------------------- | ---------------- | --------------- |
| 1  | El hombre del parche en el ojo | L'uomo dalla benda               | L'uomo con la benda sull'occhio   | 6 ottobre 2018   | 6 maggio 2019   |
| 2  | Cuatro versos                  | Quattro versi                    | Quattri versi                     | 13 ottobre 2018  | 7 maggio 2019   |
| 3  | 59 escalones                   | 59 gradini - I ragazzi           | 59 passi                          | 20 ottobre 2018  | 8 maggio 2019   |
| 4  | La princesa Agripina           | La principessa                   | La principessa Agrippina          | 27 ottobre 2018  | 9 maggio 2019   |
| 5  | La escalera de caracol         | Le scale a chiocciola            | La scala a chiocciola             | 3 novembre 2018  | 10 maggio 2019  |
| 6  | El día más triste              | Il giorno piu' triste            | Il giorno più triste di sempre    | 10 novembre 2018 | 13 maggio 2019  |
| 7  | No es serio este cementerio    | Non e' triste questo             | Questo cimitero è una barzelletta | 17 novembre 2018 | 14 maggio 2019  |
| 8  | Cuatro suspensos               | Quattro sospensioni              | Quattro D                         | 24 novembre 2018 | 15 maggio 2019  |
| 9  | Cinco en una barca             | Cinque su una barca              | Cinque su una barca               | 1 dicembre 2018  | 16 maggio 2019  |
| 10 | A la sombra de un árbol        | All'ombra di un albero           | Sotto l'ombra dell'albero         | 8 dicembre 2018  | 17 maggio 2019  |
| 11 | Hasta siempre                  | Addio - La notizia               | Addio                             | 15 dicembre 2018 | 17 maggio 2019  |